# Palaeoatherina britannica
Genre
Espèce
Palaeoatherina britannica est une espèce éteinte de poissons de la famille des Atherinidae et de l'ordre des Atheriniformes. 
Palaeoatherina britannica a vécu dans les eaux douces ou saumâtres des faluns de Chartres-de-Bretagne près de Rennes durant l'Oligocène inférieur (étage Rupélien), il y a environ 30 Ma (millions d'années).